# Базова точка
Базовата точка или базов пункт (на английски: basis point) означава {\displaystyle {\frac {1}{10000}}} (една десетохилядна) част от нещо, или 1/100 от процента. Знакът за базова точка е ‱ или bp, който се пише след числото на разстояние един интервал съгласно възприетите Основни машинописни правила . Базовите точки (както и процентите и промилите) се използват, за да покажат каква част от цялото представлява нещо.